# Temernik
La rivière Temernik (en russe : Темерник) ou Temernitchka (en russe : Темерни́чка) est un petit affluent du Don situé sur sa rive droite dans le sud de la Russie d’Europe. Long de 33 km (dont 16 km sur le territoire de Rostov-sur-le-Don) il draine un bassin de 293 km2. Le Temernik a donné son nom à la « douane de Temernik », établissement russe créé en 1749 et ancêtre de la ville de Rostov-sur-le-Don.

## Géographie
La source du Temernik se trouve dans le raïon Miasnikovski au nord de Rostov-sur-le-Don, comme débit contrôlé d’un lac artificiel, appelé « mer de Rostov », alimenté par la rivière Kamychevakha. Le Temernik a un dénivelé de 2,3 % et est généralement large de 10 m, profond de 30 à 80 cm. Il collecte les eaux de ruissellement des quartiers nord et ouest de Rostov.